# Фейт Принс
Фейт Принс (англ. Faith Prince, нар. 6 серпня 1957) — американська актриса і співачка, лауреат премії «Тоні».

## Життя і кар'єра
Народилась в місті Огаста, штат Джорджія, і почала свою кар'єру на театральній сцені Нью-Йорка у 80-их роках. Її бродвейський дебют відбувся в мюзиклі 1989 року «Jerome Robbins' Broadway», який приніс Принс першу в кар'єрі номінацію на премію «Тоні».
Принс досягла найбільшого успіху завдяки головним ролям у багатьох бродвейських мюзиклах. Найбільшого успіху їй принесла роль 1992 року у мюзиклі «Хлопці й лялечки», яка принесла їй премію «Тоні» за найкращу жіночу роль у мюзиклі, а також «Драма Деск» за найкращу жіночу роль. Після успіху на сцені, телеканал CBS запросив актрису на головну роль у свій недовгопроіснувавший ситком «Вище суспільство». Невдовзі вона повернулася на сцену й у двохтисячних отримала ще декілька номінацій на «Тоні» за свої ролі.
Принс знялась в трьох десятках телевізійних шоу і кінофільмах впродовж своєї кар'єри. На телебаченні вона найбільш відома завдяки другорядним ролям Клаудії Лісстер і ситкомі «Спін-Сіті», а також матері головної героїні в серіалі «До смерті красива». Вона також знялась в серіалі «Доктор Хафф» у 2004—2006 роках. На великому екрані Принс з'явилась у фільмах «Удар дракона» (1985), «Дейв» (1993), «Мій батько — герой» (1994), «Портрет досконалості» (1997) і «Реальні дівчата» (2006).

## Фільмографія
- Ремінгтон Стіл (1983)
- Удар дракона (1985)
- Дейв (1993)
- Мій батько — герой (1994)
- Вище суспільство (6 епізодів, 1995)
- Нарешті друзі (1995)
- Великі хлопці (1995)
- Портрет досконалості (1997)
- Сезон чудес (1999)
- Від долі не втечеш (2000)
- Спін — Сіті (20 епізодів, 1997—2000)
- Сабріна — маленька відьмочка (2 епізоди, 2003)
- Доктор Хаус (1 епізод, 2004)
- Наше все (2005)
- Реальні дівчата (2006)
- Доктор Хафф (19 епізодів, 2004—2006)
- Анатомія Грей (1 епізод, 2006)
- Не краса по-американськи (1 епізод, 2009)
- C.S.I.: Місце злочину (1 епізод, 2010)
- Феї: Фантастичний порятунок (2010)
- До смерті красива (5 епізодів, 2009—2012)